# Jickovice
Jickovice (en allemand : Jitzkowitz) est une commune du district de Písek, dans la région de Bohême-du-Sud, en République tchèque. Sa population s'élevait à 128 habitants en 2020.

## Géographie
Jickovice se trouve à 17 km au nord-est de Písek, à 57 km au nord-nord-ouest de Ceské Budejovice et à 72 km au sud-sud-ouest de Prague.
La commune est limitée par Kostelec nad Vltavou au nord, par Milevsko et Kučeř à l'est, par Zvíkovské Podhradí au sud et par Varvažov à l'ouest.

## Histoire
La première mention écrite du village remonte à 1220. Jusqu'en 1924, le village s'appelait Ickovice (en allemand : Itzkowitz).

## Transports
Par la route, Jickovice se trouve à 11 km de Milevsko, à 24,3 km de Písek, à 36,5 km de Tábor, à 70 km de Ceské Budejovice et à 110 km de Prague.